# Borino
Borino (bulgară Борино, turcă Karabulak) este un sat din sudul Bulgariei, parte a Regiunii Smolian.

## Demografie
Componența etnică a satului Borino
     Bulgari (8,59%)
     Turci (83,43%)
     Nicio identificare (7,76%)
     Altele (0,19%)
La recensământul din 2011, populația satului Borino era de 2.512 locuitori. Din punct de vedere etnic, majoritatea locuitorilor (83,43%) erau turci, cu o minoritate de bulgari (8,59%). Pentru 7,76% din locuitori nu este cunoscută apartenența etnică.
1. ↑  „Distribuția etnică a populației localităților Bulgariei”. Institutul Național de Statistică al Bulgariei. Accesat în 15 octombrie 2013.
2. ↑  „Distribuția pe vârste a populației localităților Bulgariei”. Institutul Național de Statistică al Bulgariei. Accesat în 15 octombrie 2013.